# Mưa rừng
Mưa rừng là một câu chuyện tình cảm, tâm lý, ly kỳ hư cấu nổi tiếng của Việt Nam viết bởi tác giả Hà Triều - Hoa Phượng.
Mưa rừng đã nổi tiếng trong nhiều thập kỷ và được trình diễn dưới nhiều hình thức khác nhau như cải lương, phim điện ảnh, phim truyền hình, kịch nói, ca khúc tân nhạc... Ra mắt lần đầu dưới dạng tuồng cải lương vào năm 1961, vở tuồng này đã góp phần khẳng định tên tuổi của cố nghệ sĩ Thanh Nga cũng như nhạc sĩ Huỳnh Anh - người viết bài tân nhạc "Mưa rừng" cùng tên dành riêng cho Thanh Nga.
Trải qua hơn nửa thế kỷ, câu chuyện liên tục được trình diễn qua nhiều thế hệ nghệ sĩ từ những thế hệ ban đầu như Hữu Phước, Thanh Nga, Ngọc Dọc, Kim Cương, Kiều Chinh, Lê Quỳnh, Út Trà Ôn, Thành Được, Thanh Sang, Lệ Thủy, Mộng Tuyền, Bạch Tuyết cho đến Khánh Hoàng, Trịnh Kim Chi, Quốc Thái, Anh Vũ, Lê Khánh, Thanh Ngân, Tú Sương, Quế Trân,...

## Các phiên bản khác

Bìa đĩa Mưa rừng của hãng Continental